# Geschichte des Bistums Regensburg
Das Bistum Regensburg (lateinisch Dioecesis Ratisbonensis) wurde 739 von Bischof Bonifatius kanonisch errichtet und besteht ununterbrochen bis heute. Es liegt im östlichen Teil des Freistaats Bayern.

## Spätantike
Erste Nachweise des Christentums in Regensburg gibt es, seit dieses als Römisches Militärlager Castra Regina die obere Donau beherrschte. Als das älteste Zeugnis christlichen Glaubens gilt ein Grabstein, der um das Jahr 400 zum Gedenken an eine gewisse Sarmannina oder Sarmanna in der Zivilstadt errichtet worden war. Vermutlich hatten römische Soldaten und Zivilisten den christlichen Glauben über die Alpen von Aquilea an der Adria aus nach Norden in die Provinz Raetia gebracht. Auf dem Grabstein steht: „In (Alpha) Chr(isto) (Omega) b(onae) m(emori)a(e) / Saarmanne / quiescenti in pace / martiribus sociata“, zu deutsch: „In Christus in guter Erinnerung. Der in Frieden ruhenden Sarmanna, die den Märtyrern beigestellt ist.“ Unklar ist, ob Sarmannina selbst als Märtyrerin starb oder nur in der Nähe von Märtyrern beigesetzt wurde. Auch wenn dieser Grabstein der erste Beweis für christliches Leben in Regensburg ist, kann doch angenommen werden, dass es schon zuvor christliches Leben in der Stadt gab, da die Stadt zum römischen Reich gehörte und das Christentum sich seit Beginn des vierten Jahrhunderts stark ausbreitete.

## Mittelalter

### Missionierung Regensburgs
Über die weitere Geschichte des Christentums in Regensburg ist wenig bekannt. Als gesichert gilt, dass die Missionare Emmeram (gestorben um 700), Erhard (gestorben um 715) und Rupert (gestorben um 718) bereits christliches Leben in Regensburg vorgefunden hatten, einzelne Gemeinschaften also überdauert haben müssen. Um das sechste Jahrhundert begann zudem die Herrschaft der Agilolfinger, die bereits Christen waren.

### Emmeram
Im Auftrag der Agilolfinger war der Missionar Emmeram tätig. Emmeram wurde im 7. Jahrhundert in Poitiers (Frankreich) geboren. Der Biografie des Arbeo von Freising nach war Emmeram bereits Bischof, als er Frankreich verließ, um die Ungarn zu missionieren. Auf seinem Weg nach Osten kam er dabei nach Regensburg. Dort wurde er vom Landesherrn Theodo gebeten, die Mission des Volkes in Regensburg zu übernehmen. Die Bevölkerung war zwar christlich, heidnische Kulte waren aber noch immer verbreitet. Emmeram soll etwa drei Jahre in Regensburg tätig gewesen sein. Danach starb er im Kleinhelfendorf als Märtyrer. Emmeram hatte sich auf dem Weg nach Rom befunden. Noch vor seiner Abreise hatte sich Uta, die Tochter des Herzogs, dem Missionar anvertraut. Sie erwartete ein Kind von Sigibald, dem Sohn eines Richters. Emmeram trug den beiden Buße auf, sagte ihnen aber auch, sie sollten die Schuld auf ihn wälzen, um den Zorn des Herzogs nicht auf Uta treffen zu lassen. Auf dem Weg nach Rom holte dann allerdings Lantpert, der Bruder Utas, Emmeram ein und tötete ihn. Der Schilderung von Arbeo von Freising nach wurden Emmeram dabei nach und nach alle Gliedmaßen abgeschnitten. Emmeram wurde in St. Georg in Regensburg beigesetzt. Dort entwickelte sich dann in der Folge eine Mönchsgemeinschaft. Bereits im 8. Jahrhundert begann die Verehrung des Emmeram. Bischof Gaubald ließ seine Gebeine erheben; dies galt als Heiligsprechung.

### Erhard
Am Ende des 7. Jahrhunderts kam Erhard nach Regensburg. Auch er war ein Wanderbischof. Erhard wurde um 630 in Narbonne geboren. Vor seiner Zeit in Regensburg soll Erhard in den Vogesen tätig gewesen sein und dort der blinden Herzogstochter Odila das Augenlicht geschenkt haben. In Regensburg scheint Erhard dann Landesbischof und Hofbischof gewesen zu sein. Erhard dürfte um 700 in Regensburg gestorben sein.

### Bonifatius
739 unterteilte Bischof Bonifatius (Winfrid; ca. 673 bis 754) als Legat des Papstes das bayerische Herrschaftsgebiet der Agilolfinger in vier Bistümer: Neben Regensburg wurden die Bistümer Freising, Passau und Salzburg gegründet und Bonifatius errichtete damit das Bistum Regensburg kanonisch. Bonifatius bestimmte allerdings keinen Metropoliten unter diesen vier Diözesen. Dies wurde erst 798 nachgeholt, als der Salzburger Bischof Arn zum Metropoliten ernannt wird. Seit der Bistumsgründung durch Bonifatius ist die Kette Regensburger Bischöfe ununterbrochen. Dem Bischof Bonifatius kam dabei weniger die Aufgabe der Missionierung zuteil; er übernahm vielmehr eine kirchliche Strukturreform. Den christlichen Glauben hatten in Regensburg bereits irofränkische Missionare, unter ihnen namentlich Emmeram und Erhard verkündet; auch der heilige Rupert hat sich eine Zeit lang in Regensburg aufgehalten. Bonifatius setzte Gaubald zum ersten kanonisch bestellten Bischof von Regensburg ein. Von da an waren die Bischöfe von Regensburg für mehr als 200 Jahre immer auch die Äbte des Klosters St. Emmeram. Erst Bischof Wolfgang löste diese Personalunion 975.

### Erster Dombau
Zwischen 739 und 778 wurde eine erste Domkirche errichtet, die vermutlich von Bischof Gaubald errichtet wurde.

### Klosterfrühling
Im Anschluss an des Wirken des Bonifatius, in der späten Agilolfingerzeit kann von einem „ersten Klosterfrühling“ bzw. einem „monastischen Frühling“ gesprochen werden: bald entstehen neue Klostergründungen in Münchsmünster, Engelbrechtsmünster, Weltenburg, Regensburg St. Emmeram, Wörth an der Donau, Pfaffmünster bei Straubing, Metten, Berg im Donaugau (das mit dem heutigen Paring gleichzusetzen sein könnte), Münster bei Rottenburg und Chammünster. Diese Klöster haben dabei nicht nur Beiträge zum religiösen Leben geleistet. Klöster waren „Stätten organisierter Arbeit“, Orte der Wirtschaft und der Agrarwirtschaft. Zudem waren die Klöster Orte der Kultur, „Brückenpfeiler hin zur Antike“. In den mittelalterlichen Klöstern wurde das aus der Antike übernommene Wissen gesammelt und so weiteren Generationen überliefert.

### Missionierung Böhmens
Von Regensburg aus wurde das Evangelium in Böhmen verkündet. Wichtiger Stützpunkt dafür war die Further Senke, wo das Kloster Chammünster – eine Filialgründung von St. Emmeram – lag. Der genaue Zeitpunkt dieser Mission ist nicht bekannt; allerdings scheint schon um 800 das christliche Begräbnis die Feuerbestattung abgelöst zu haben Dies stellt einen ersten Hinweis auf bereits bestehendes Christentum dar. Im Jahr 845 wurden 14 böhmische Fürsten vor König Ludwig dem Deutschen getauft; die Taufe dürfte in Regensburg stattgefunden haben und wird als Frucht der Missionsbemühungen angesehen. Nach 845 stießen die Missionsbemühungen dann wohl eher ins Leere. Böhmen scheint in der Folgezeit, jedenfalls im 10. Jahrhundert, gleichwohl vom Bistum Regensburg kirchenrechtlich abhängig gewesen zu sein – andernfalls ließe es sich nicht erklären, dass der Regensburger Bischof später an der Errichtung des Bistums Prag beteiligt war. Gleichwohl war wohl nicht der Regensburger Bischof tonangebend, sondern der böhmische Landesfürst. 973 wurde Böhmen aus dem Bistumsbereich abgetrennt. Seither ist der Bestand des Bistums Regensburg, abgesehen von Verlusten an das protestantische Sachsen im 16. Jahrhundert und der Eingliederung des Egerlandes in das Bistum Prag im 19. Jahrhundert weitestgehend gleich geblieben.

### Bischof Wolfgang
Eine große Bedeutung für das Bistum Regensburg übte dabei Bischof Wolfgang aus. Er wurde um 924 wohl im schwäbischen Pfullingen geboren. Ausgebildet wurde er auf der Insel Reichenau und in Würzburg. Anschließend leitete er in Trier die Domschule und war als Domdekan tätig. Danach wurde Wolfgang in die kaiserliche Kanzlei in Köln berufen. Wolfgang sehnte sich allerdings nach einem ruhigen und klösterlichem Leben. Wohl 966 trat er deswegen dem Kloster Einsiedeln bei. Dort war er wiederum als Leiter der Klosterschule tätig. 968 wurde er zum Priester geweiht, 971 brach er als Missionar nach Ungarn auf. Bischof Pilgrim von Passau allerdings war dem Mönch gegenüber misstrauisch und ließ ihn zu sich kommen. Die Skepsis schwand und als der Regensburger Bischofsstuhl vakant wurde, wurde Wolfgang auf Anraten Pilgrims 972 zum Bischof von Regensburg ernannt.
In den ersten Jahren traf er bereits wichtige Entscheidungen, indem er die Einwilligung zur Abtrennung des Bistums Prag erteilte und die Personalunion zwischen Bischofsamt und Abtswürde von St. Emmeram löste. Als Abt von St. Emmeram berief er Ramwold aus St. Maximin in Trier, dessen an den Reformen von Gorze orientierten Reformen auch vermittelt durch seine Schüler auf mehrere Klöster übergriffen. Mit dieser Abtseinsetzung beendete Wolfgang die Personalunion zwischen dem Abt von St. Emmeram und dem Regensburger Bischof. Dies kann auch als Ausdruck umfassender Reformbestrebungen gesehen werden. Reformbemühungen betrafen auch die Regensburger Kanoniker: Diese sollten nach der Regel des Chrodegangs von Metz leben; diese Regel orientierte sich an monastischen Regeln und war etwa von der Benediktsregel beeinflusst. Die Beachtung der Regel war allerdings verfallen; Wolfgang stellte sie wieder her. Auch die Damenstifte in Obermünster und Niedermünster wollte Wolfgang reformieren. Diese unterstanden jedoch der weltlichen Gewalt. Zudem war Judith, die Herzoginmutter, Äbtissin in Niedermünster; gegen sie konnte Wolfgang nicht vorgehen. 983 gründete Wolfgang daher ein neues Frauenkloster: Mittelmünster. 987 konnte Wolfgang dann auch in den anderen Klöstern Reformen durchsetzen und die Benediktsregel einführen.
975 gründete Bischof Wolfgang zudem eine Domschule zur Ausbildung des Kleriker-Nachwuchses. In der Folge entwickelte sich die Regensburger Domschule zu einer hoch angesehenen Bildungseinrichtung. Aus der Schule und dem ihr angeschlossenen Chor entwickelten sich die Regensburger Domspatzen.
Eine Auseinandersetzung zwischen Herzog Heinrich II. und Kaiser Otto II. veranlasste Wolfgang, kurz nach seiner Einsetzung als Bischof eine Zeit lang – möglicherweise anderthalb Jahre – in Österreich im Mondseeland zu verbringen.
Am 31. Oktober 994 starb Wolfgang in Pupping bei Eferding (Oberösterreich). Dort hatte das Bistum Regensburg Güter, die Wolfgang inspizieren wollte. Nach seinem Tod wurde Wolfgang nach Regensburg überführt und in St. Emmeram beigesetzt. 1052 wurde Wolfgang durch Papst Leo IX. heiliggesprochen.

### Bedeutung des Bistums Regensburg im Hochmittelalter
Im hohen Mittelalter hatte die Stadt Regensburg eine große politische Bedeutung: Bis zum Ende des 12. Jahrhunderts war Regensburg Hauptstadt des bayerischen Herzogtums. Regensburg war zudem die am meisten von Königen besuchte Stadt. Zahlreiche Reichsversammlungen fanden in Regensburg statt. Die Bischöfe standen in Auseinandersetzungen zwischen Papst und Kaiser dabei eher auf Seiten der staatlichen Gewalt. Immer wieder waren Regensburger Bischöfe auch Reichskanzler. Dem Bischof von Regensburg standen dabei neben den geistlichen Rechten auch weltliche zu; der Regensburger Bischof war auch Landesherr. Sein Herrschaftsgebiet war allerdings relativ klein. Es umfasste nur einen kleinen Teil der ansonsten reichsfreien Stadt Regensburg, den Markt Wörth an der Donau mit Dorfschaften, den Markt Hohenburg mit Dorfschaften und Donaustauf. Daneben kamen zwar noch Besitzungen in Altbayern und Niederösterreich, die wirtschaftliche Macht des Regensburger Bischofs war damit allerdings relativ gering.

### Albertus Magnus
Albertus Magnus, auch „doctor universalis“, wurde um 1200 in Lauingen an der Donau geboren. 1223 oder auch 1229 trat er in den Dominikanerorden ein. Zunächst hielt er sich in Oberitalien auf, dann in Köln. Ab 1234 lehrte in verschiedenen Dominikanerklöstern, darunter auch 1237 bis 1240 als Lesemeister im Regensburger Kloster. In Köln unterrichtete Albertus Magnus unter anderem Thomas von Aquin. 1245 bis 1248 war Albertus Magnus Professor in Paris. Anschließend richtete er in Köln ein Ordensstudium ein und war als Prior der Deutschen Ordensprovinz tätig. Albertus Magnus starb am 15. November 1280 in Köln. Sein wissenschaftliches Verdienst war eine umfangreiche Kommentierung bedeutender Philosophen und Theologen sowie naturwissenschaftliche Forschungen. Ziel des Alberts war so eine vom christlichen Glauben getragene rationale Ergründung der Natur.
Albertus Magnus war von 1260 bis 1262 Bischof in Regensburg. In der Literatur ist umstritten, weshalb Albertus das Bischofsamt überhaupt annahm; die Leitung des Ordens wandte sich zunächst gegen diese Berufung. Im Orden wünschte man nicht, dass ein Bruder ein Bischofsamt übernähme. Dennoch nahm Albertus Magnus das Bischofsamt in Regensburg an. Bei seinem Amtsantritt übernahm er ein moralisch und materiell desolates Hochstift. Das Bistum war völlig überschuldet. Einen beachtlichen Teil dieser Schuldenlast konnte Albert während seines Episkopats abtragen. Während seiner Zeit als Bischof entstand auch der Beinahe „Bundschuh“, weil Albertus auch als Bischof noch mit dem Schuhwerk einfacher Menschen unterwegs war. Als Bischof nahm er 1260 auf einer Provinzialsynode in Landau an der Isar teil, ebenso 1261 an einer weiteren Synode. Anschließend reiste er vermutlich nach Rom, um seinen Rücktritt beim Papst einzureichen.
Albertus Magnus verzichtete also nur zwei Jahre nach dem Antritt auf das Bischofsamt. Auch dieser Schritt ist in der Literatur umstritten: Möglicherweise war es Albertus gelungen, die finanzielle Notlage einigermaßen zu konsolidieren und er wollte das Bischofsamt damit weitergeben. Andererseits sah Albertus sich in der Wissenschaft zu Hause. Auch als zurückgetretener Bischof konnte er so eine gewisse Autorität für sich beanspruchen. Diese Bischofswürde verlor Albert durch seinen Rücktritt nicht und konnte sie nutzen, sein wissenschaftliches Lebenswerk zu sichern. Zudem behielt Albertus die Freiheit, frei über seine Einkünfte zu verfügen und damit kostspielige wissenschaftliche Werke anzuschaffen. Die Ernennung zum päpstlichen Kreuzzugsprediger gemeinsam mit dem Prediger Berthold von Regensburg könnte den Ausschlag für Alberts Entscheidung gegeben haben. Jedenfalls wählte das Domkapitel in Regensburg einen Nachfolger: Leo Tundorfer (reg. 1262 bis 1277). Dieser trieb den Neubau des gotischen Doms voran.

### Hochstift Regensburg
Der Bischof von Regensburg war auch weltlicher Herrscher. Dieses Gebiet umfasste das Gebiet um Pöchlarn in Niederösterreich. Hier hatte der Regensburger Bischof zwar keine Landeshoheit inne, konnte aber die Grundherrschaft ausüben und damit auch die Polizeigewalt und die niedere Gerichtsbarkeit. Seit 837 war dem Bistum Regensburg Besitz auf dem Tullner Feld zugewiesen. In der zweiten Hälfte des 9. Jahrhunderts kamen dazu auch noch Besitzungen in Westungarn und weitere Gegenden in Niederösterreich zwischen Donau und Thayabogen.
Auch in Bayern hatte das Bistum Regensburg weltliche Güter erhalten. Im Lauf der Zeit, insbesondere nach der Trennung von Bischofsstuhl und Kloster St. Emmeram, musste der Bischof allerdings auch Gebietsverluste hinnehmen. In der Stadt Regensburg selbst hatte der Bischof nur die Hoheit über den gefreiten Dombezirk, nicht aber über die gesamte Stadt. Die weltliche Herrschaft im Bistum Regensburg war damit weit weniger ausgeprägt als etwa in Eichstätt, Freising oder Passau. Regensburg gehörte zu den ärmsten Bischofssitzen des Reiches. Der Regensburger Bischof war schließlich Landesherr im eigentlichen Sinn nur in Wörth, Hohenburg auf dem Nordgau und in Donaustauf. Die Herrschaft in Donaustauf allerdings musste 1486 an Bayern verpfändet werden und konnte erst wieder im 18. Jahrhundert eingelöst werden. Neben dem Bistum Regensburg hatten auch weitere kirchliche Einrichtungen Herrschaftsrechte inne. Dazu gehörte etwa das Stift Waldsassen, das der umgebenden Region bis heute den Namen Stiftsland gab.

### Bettelorden
1221 ließen sich die ersten Brüder des 1210 gegründeten Franziskanerordens in Regensburg nieder. Ihnen wurde 1226 von Bischof Konrad IV. von Frontenhausen die Salvatorkirche im Osten der Stadt überlassen, wo sie ihr Kloster, das „Barfüßerkloster“, errichteten. Auch Klarissen kamen nach Regensburg. Das Kloster wurde zum Zentrum franziskanischen Lebens in Altbayern, besonders David von Augsburg und Berthold von Regensburg hatten daran Anteil. Berthold war ein beliebter Prediger, Theologe und Friedensvermittler in politischen Auseinandersetzungen. 1263 wurde er von Papst Urban IV. beauftragt, Albertus Magnus bei dessen Kreuzzugspredigten zu unterstützen. Zu seinen Predigten sollen sich immer große Menschenmengen versammelt haben. Von Berthold sind deutsche und lateinische Predigten erhalten. Im ausgehenden Mittelalter entstanden dann weitere Niederlassungen der Franziskaner in Amberg und Kelheim. Alle diese Klöster gehörten zur Oberdeutschen oder Straßburger Ordensprovinz (Provincia Argentina) und ab 1625 zur aus dieser hervorgegangenen Bayerischen Franziskanerprovinz (Bavaria).
1229 siedelten sich Dominikaner in Regensburg an. Ihnen wurde vom Domkapitel Besitz im Westen der Stadt geschenkt, wo die frühgotische Blasiuskirche errichtet wurde. Der „Zweite Orden“ des Dominikus für die Domikanerinnen ist bis heute in Regensburg angesiedelt. Die Dominikanerinnen hatten sich im 13. Jahrhundert im Kloster Heilig Kreuz angesiedelt. Von diesem Dominikanerinnenkloster wurden später zwei Köster in den USA begründet: Williamsburg 1853 und Racine 1863. Neben dem Kloster in Regensburg entstand zudem ein Konvent auf dem Adlersberg.
Im 13. Jahrhundert kamen zudem Augustinereremiten und Karmeliten nach Regensburg.

### Das Domkapitel
Das Domkapitel hatte sich aus der dem Presbyterium der frühen Kirche entwickelt und bestand ursprünglich aus Priestern, die den Bischof bei der Liturgie unterstützen. Im Mittelalter entwickelte sich das Domkapitel zu einer autonomen Körperschaft. In das Regensburger Domkapitel fanden Adlige und Nicht-Adlige Aufnahme, es handelte sich damit um ein „gemeinständisches Kapitel“. Wirtschaftlich stand das Domkapitel auf eigenen Füßen, es finanzierte sich aus den Pfründen von beinahe vier Dutzend Pfarreien.
Das Domkapitel wurde am 4. November 1821 auf der kirchenrechtlichen Grundlage des Konkordats von 1817 neu installiert. Die Vorgängerinstitution, das alte Domkapitel war eine hoch angesehene und mit großer Machtfülle im Hochstift ausgestattete Institution, die über die Säkularisation von 1803 hinaus im Fürstentum Regensburg des Kurerzkanzlers Karl Theodor von Dalberg fortbestehen konnte. Leider haben sich von allen ausgestellten Urkunden des Domkapitels mit 745 Urkunden nur sehr wenige Exemplare erhalten im Vergleich z. B. zu anderen Domkapiteln, bei denen sich bis zu 7000 Urkunden erhalten haben. Der Grund dafür liegt in der speziellen Situation des Fürstentums Regensburg, dessen archivierte Urkunden nach 1810, nach der Abtretung des Fürstentums an das Königreich Bayern auf viele andere Archive verstreut wurden, oder vor Ort blieben oder sogar als Makulatur verkauft wurden. Nur wenige dieser Makulatur-Akten konnten durch den Einsatz des Historikers Joseph Rudolph Schuegraf gerettet werden.

### Das Katharinenspital
1213 erwarb Bischof Konrad IV. eine Anlage nördlich der Steinernen Brücke. Dort ließ er ein Krankenhaus für Arme errichten. Hierzu kooperierte er mit dem Rat der Stadt Regensburg und hat damit eine Entwicklung angestoßen, die weg von den bis dahin üblichen von Klöstern getragenen Spitälern hin zu von Bürgerschaften getragenen Spitälern führte. Dadurch entstand eines der ersten Bürgerspitäler des Heiligen Römischen Reiches Deutscher Nation in Regensburg. Seit 1823 wird das Spital von vier geistlichen und vier weltlichen Mitgliedern im Spitalrat geleitet. Seit dem 14. Jahrhundert lässt sich ein weltlicher Braumeister im Spital nachweisen, 1238 wurde den Bewohnern des Spitals bereits ein Schlaftrunk zugesichert, der aus Wein, aber auch aus Bier bestehen konnte.

## Reformation und Neuzeit

### Reformation
Im Zuge der konfessionellen Spaltung entschied der Landesherr über die Konfession, der sodann auch seine Untertanen anzugehören hatten („Cuius regio, eius religio“). Das zeitigte im Bistum Regensburg, das verschiedenen Landesherren unterstand, besonders deutliche Folgen. Einerseits gehörte das Gebiet des Bistums Regensburg zum Herzogtum Bayern, das immer beim katholischen Bekenntnis blieb. Andererseits unterstanden einzelne Teile des Bistums Regensburg anderen weltlichen wie geistlichen Herrschern. Im südlichen Teil des Bistums Regensburg konnte sich das evangelische Bekenntnis nicht durchsetzen. Katholisch blieben die Gebiete südlich von Regensburg, also der niederbayerische Teil des Bistums. Der nördliche Teil des Bistums wurde hingegen protestantisch, 1542 die Stadt Regensburg selbst.
Schon ab 1522 hatte sich in Regensburg die protestantische Lehre verbreitet. Einzelne Anhänger trafen sich beim „Blaufärber Hans“, um dort die Bibel und Schriften Martin Luthers zu lesen; In diesen Jahren der beginnenden Reformation entstand auch aus der von der Stadt 1505  gegründeten Lateinschule das protestantische Gymnasium poeticum, aus dem sich später  gemeinsam mit dem katholischen Jesuitenkolleg die Regensburger Gymnasien entwickelten. die Stadt selbst war aber katholisch geblieben. Dies lag unter anderem am katholischen Kaiser, der Schutzherr Regensburgs war, sowie an den katholischen bayerischen Herzögen, deren Herrschaftsgebiet Regensburg umschloss. In der Folge kam es immer wieder zu Trauungen ohne Priester, Mönche und Nonnen verließen ihre Klöster, ein Augustiner predigte bereits im Sinne Martin Luthers. Der Rat der Stadt beschloss allerdings erst 1542, dass das Abendmahl unter beiderlei Gestalt gereicht werden sollte, aus Nürnberg wurde ein protestantischer Prediger für die Stadt erbeten. Am 15. Oktober 1542 wurde zum ersten Mal öffentlich das protestantische Abendmahl gefeiert. Den Protestanten wurde die Kirche zur Schönen Maria als Gotteshaus zugewiesen und seither als „Neue Pfarrkirche“ bezeichnet. Bayern und Habsburg reagierten mit Sanktionen, aus bayerischem Herrschaftsgebiet durfte niemand mehr die Stadt Regensburg betreten.
Die Entscheidung der Stadt Regensburg wird auch auf das Regensburger Religionsgespräch von 1541 zurückgeführt: Dies stellte den Versuch des Kaisers dar, die theologischen Differenzen mittels Gesprächen beizulegen. Im Umfeld der Gespräche legten protestantische Prediger ihren Glauben dar, in einzelnen Häusern wurden auch protestantische Gottesdienste gefeiert, an denen die Bewohner von Regensburg teilnehmen konnten. Dies führte – auch in Kombination mit der Konversion von Pfalz-Neuburg – zur Annahme des protestantischen Glaubens in Regensburg. Die Religionsgespräche scheiterten und der Kaiser stellte es den einzelnen Herrschaftsgebieten im Reich frei, ihre Konfession zu wählen.
In der Folge kam es immer wieder zu Auseinandersetzungen zwischen Katholiken und Protestanten. Ab 1635 aber kam es zu einem friedlichen Zusammenleben der beiden Konfessionen in Regensburg. Als 1649 etwa Bischof Albert stirbt, wird ihm von einem evangelischen Prediger bescheinigt, er habe sich friedlich gegenüber den Protestanten erwiesen. Um 1600 waren etwa 25 Prozent der Regensburger Bewohner katholisch, um 1700 stellten die Katholiken bereits wieder die Mehrheit. Es gab weiterhin katholische Bürger und auch Ratsmitglieder in Regensburg. Seit 1651 allerdings durfte das Bürgerrecht nur noch an Protestanten verliehen werden.
1542 wurde im Fürstentum Pfalz-Neuburg, das Landstriche in der Oberpfalz, in Mittelfranken und entlang der Donau umfasste, der katholische Glaube verboten. Offiziell wurde die Neuburger Kirchenordnung erlassen, die vom Reformator Andreas Osiander geprägt war. Ein Teil des Bistums wurde im 17. Jahrhundert rekatholisiert, im Territorium um Sulzbach standen sich allerdings katholisches und evangelisches Bekenntnis nach dem Dreißigjährigen Krieg gleichberechtigt gegenüber.

### Aufklärung und Barock
Schon ab dem 16. Jahrhundert nahm der Einfluss der bayerischen Herrscher auf das Bistum Regensburg zu. Dies war vor allem spürbar, wenn es um die Besetzung des Bischofsstuhles ging. Dies und eine gewisse Wahlpolitik des Domkapitels führten dazu, dass eine „beinahe ununterbrochene Kette Regensburger Fürstbischöfe aus dem Hause Wittelsbach“ stammte. Wurde ein Bischofsstuhl mit einem Angehörigen des Hauses Wittelsbach besetzt, „ließ sich dadurch wenigstens indirekt eine Art staatskirchlicher Oberhoheit über diesen Sprengel sichern.“ In vielen Fällen hatten diese Bischöfe mehrere Bistümer inne und am finanziell nur wenig einträglichen Bistum Regensburg kein großes Interesse. Auch hatten diese Bischöfe oftmals nur wenig Interesse an einem Leben als Geistlicher, zu dem sie bisweilen vom Herzog eher genötigt wurden. Über Bischof Johann Theodor Herzog von Bayern (1719–1763) etwa stellt Karl Hausberger fest: „Gewaltsam in die reichskirchliche Laufbahn gedrängt, zu früh der Staatsraison des Stammhauses hingeopfert, verschachert von der väterlichen Politik, waren für ihn die Bistümer mit ihrem geistlichen Aufgabenbereich lediglich Anhängsel der Hochstifte, deren es möglichst viele zusammenzuraffen galt, trug er seine drei Bischofsmitren als unumgängliche Bürde.“ Den Wittelsbachern gelang es so, vermehrt Einfluss auf die Bischofsstühle zu erlangen. Dies diente insbesondere auch der Versorgung nachgeborener Prinzen, die seit der Primogeniturordnung von 1506 nicht mehr von Landteilungen profitieren konnten. Die Wahl zum Bischof versorgte sie so mit Pfründen und Ämtern. Zudem folgte ein rigoroses Aufsichtsrecht über die Kirche aus dem Selbstverständnis der Herrscher als von Gottes Gnaden eingesetzt.
Das Bistum Regensburg wurde im Mittelalter und in der Neuzeit immer wieder von der Pest getroffen. Zum letzten Mal kam die Pest 1713 in die Stadt Regensburg. Nun wurde die Stadt besonders stark getroffen. Von den Kapuzinern waren 18 Brüder und vier Geistliche gestorben; sie hatten nach dem Kirchenhistoriker Karl Hausberger einen „heldenmütigen Einsatz“ während der Pest geleistet. Auch der Minoritenkonvent war stark geschrumpft.
Ab dem 18. Jahrhundert prägten Volksmissionen das Frömmigkeitsleben, aber auch geistliche Spiele und Prozessionen, Feste und Andachten. Besonders die Feier der Kar- und Ostertage war geprägt von Passionsspielen und Karfreitagsprozessionen. Bisweilen liefen diese auch etwas aus dem Ruder; das Ordinariat in Regensburg gestattete daher ab 1723 nur noch die üblichen Karfreitagsprozessionen. Auch das Prozessions- und Wallfahrtswesen hatte eine große Bedeutung für die Frömmigkeit der Barockzeit. In die Zeit von Barock und Aufklärung fällt auch ein reiches künstlerisches und musikalisches Schaffen. Klöster wurden noch mehr Orte der wissenschaftlichen Reflexion.

## 19. Jahrhundert

### Säkularisation
Am 9. Februar 1801 fielen nach dem Frieden von Lunéville die linksrheinischen Gebiete an Frankreich. Weltliche Reichsstände verloren so Herrschaftsgebiete und sollten dafür auf dem verbliebenen Gebiet des Heiligen Römischen Reiches deutscher Nation entschädigt werden; den Einzelbestimmungen für diese Entschädigungen fielen beinahe ausnahmslos die geistlichen Staaten zum Opfer. Die Säkularisation bestand in der Umwidmung von Kirchengut für weltliche Zwecke. Eine in Regensburg als Sitz des Ständigen Reichstages tagende Kommission verabschiedete am 25. Februar 1803 den „Reichsdeputationshauptschluss“. Demnach sollten einerseits kleine weltliche Reichsstände aufgehoben werden, andererseits aber vor allem alle geistlichen Staaten aufgelöst werden. Für die Kirche war das ein harter Schlag: Sie verlor einen großen Teil ihres Vermögens. Diese Enteignung betraf 19 Erzbistümer und Bistümer, 44 Abteien und über 200 Klöster. Zugleich aber wechselten insgesamt etwa drei Millionen Menschen ihre Staatsangehörigkeit. Die Säkularisation zerstörte die Kirchenstruktur der Reichskirche. Viele Katholiken gehörten nun protestantischen Staaten an und wurden dort als religiöse Minderheit diskriminiert. Vor allem fielen mit den Klöstern nicht nur Stätten der Religion, sondern auch Zentren von Kunst und Gelehrsamkeit. Zahlreiche kirchliche Bildungsanstalten gingen unter. Durch die Säkularisation wurden „die bisher bestehenden Infrastrukturen der Wirtschaft, der Bildung und der Kulturpflege nachhaltig gestört oder ersatzlos beseitigt.“
In aufgelösten Klöstern wurden oftmals Kunstschätze oder Bibliotheken geradezu verschleudert, „nicht selten unersetzliche, in tausendjähriger Geschichte entstandene und gehütete Kulturwerke zugrunde gerichtet.“ In Regensburg wurde noch 1850 ein großer Bestand an Akten und anderen Unterlagen kirchlicher Einrichtungen versteigert. Aus dem Kloster Mallersdorf wurden 6.000 Bücher entfernt und in die Münchner Hofbibliothek, in die Landshuter Universitätsbibliothek und in die Straubinger Provinzialbibliothek gebracht. Dort wurde auch die Ausstattung der Kirche verkauft. Sogar die Kirche wurde verkauft und sollte eigentlich abgerissen werden, was indes dadurch verhindert wurde, dass sich der Abriss wirtschaftlich nicht lohnte. Die Gruft, in der die Mönche des Klosters Mallersdorf bestattet waren, wurde zum Viehstall. Auch das Benediktinerkloster Metten wurde aufgelöst, die Mönche hatten nur wenige Tage Zeit, das Kloster zu verlassen. Auch dort wurden die Bibliothek und das Klosterarchiv geplündert. Das Kloster Weltenburg wurde 1803 aufgelöst. Die Bibliothek der Abtei Waldsassen umfasste 1804 rund 19.000 Bände. Ein Teil davon wurde in die Provinzialbibliothek nach Amberg gebracht, der Verbleib von rund 15.000 weiteren Bänden ist bis heute ungeklärt. Viele weitere Klöster und Orden auf dem Gebiet des Bistums Regensburg waren von der Säkularisation betroffen.
Eine Folge der Enteignung der Kirche im Zuge der Säkularisation sind die vom Staat an die Kirchen gezahlten Staatsleistungen. Nach § 35 des Reichsdeputationshauptschlusses konnten zwar einzelne kirchliche Güter eingezogen werden, dafür war allerdings eine finanzielle Ausstattung der Kirchen zu leisten. Diese Staatsleistungen stellen Zahlungen für diejenigen Aufgaben dar, die zuvor aus den nun säkularisierten Vermögenswerten gestemmt werden. Das betrifft etwa die Ausstattung von Kirchen oder Kapiteln. Staatsleistungen erhalten daher vor allem die beiden großen Kirchen, die auch die „Säkularisationsopfer“ erbracht haben. Diese Verpflichtungen sollten schon aufgrund einer Kompromisslösung der Weimarer Reichsverfassung nach Art. 138 I WRV grundsätzlich abgelöst werden. Eine derartige Ablösung müsste durch die Landesgesetzgebung erfolgen, fand aber während der Weimarer Republik nicht statt. Nach Art. 140 GG gilt Art. 138 I WRV weiterhin. Diese Staatsleistungen sind allerdings streng von Subventionen zu unterscheiden. Subventionen des Staates fördern die Arbeit der Kirche etwa im caritativen Bereich oder bei der Bildungsarbeit; die Kirche erhält auf diesem Gebiet Subventionen wie andere Träger dieser Aufgaben auch. Dagegen sind die Staatsleistungen „eine retrospektiv begründete Kompensation für in der Vergangenheit erlittene Vermögensverluste der Religionsgemeinschaften. Es handelt sich also um die Tilgung von historischen Altlasten in der Form einer Entschädigung.“ Sie sollen den durch die Säkularisation erlittenen Rechtsverlust kompensieren.

### Karl Theodor von Dalberg
1803 wurde Regensburg zum Sitz von Kurfürst-Erzbischof und Reichskanzler Karl Theodor von Dalberg (1744–1817). Durch die mit dem Reichshauptdeputationsschluss beschlossene Säkularisation verloren fast alle geistlichen Fürsten in Deutschland ihre Macht. Eine Ausnahme bildete Dalberg. Er konnte in Verhandlungen mit dem Unterhändler Frankreichs eine herausgehobene Position aushandeln: Sein ursprüngliches Bistum Mainz war aufgelöst worden, damit auch die Mainzer Kur. Erzbischof Dalberg selbst aber sollte weiterhin die Kurwürde behalten und das Amt des Kurerzkanzlers ausüben, das an den Mainzer Bischofsstuhl gebunden war. Die Metropolitangewalt Dalbergs sollte sich fortan über alle deutschen Diözesen außerhalb von preußischem und österreichischem Herrschaftsgebiet erstrecken, sein Bischofsstuhl wurde nach Regensburg übertragen und Regensburg wurde 1805 von Papst Pius VII. zum Erzbistum und zum Metropolitanbistum erhoben. Dazu erhielt Dalberg einen neuen politischen Herrschaftsbereich, der aus Aschaffenburg, Regensburg und Wetzlar bestand. Dalberg war also einerseits weltlicher Herrscher, andererseits weiterhin als Bischof zuständig für Konstanz, für die rechtsrheinischen Gebiete von Mainz und für Regensburg. Am 30. Dezember 1802 traf Dalberg in Regensburg ein.
Dalberg sanierte die finanzielle Situation der Stadt Regensburg, reformierte in Regensburg das Bürgerrecht, das fortan nicht mehr nur Lutheranern, sondern auch anderen christlichen Untertanen offenstand. Zugleich bemühte er sich darum, die Schulden der ehemaligen freien Reichsstadt Regensburg, dem neuen Fürstentum Regensburg abzubauen. Dalberg förderte das Schulwesen und ordnete das Armen- und Fürsorgewesen neu. Als „Summus Episcopus“ war Dalberg auch für die protestantischen Einwohner Regensburgs zuständig, denen gegenüber er sich als sehr tolerant erwies und die mit seiner Herrschaft sehr zufrieden waren. Dalberg versuchte daher auch nicht, Einfluss auf innerkirchliche Angelegenheiten der Protestanten zu nehmen. Er übernahm den Schutz der jüdischen Gemeinde und hob viele Beschränkungen auf. Dalberg schonte die traditionellen Einrichtungen der katholischen Kirche; in Regensburg bestand daher auch über die Säkularisation ein Domkapitel. § 34 des Reichsdeputationshauptschlusses hätte eine Auflösung der Domkapitel ermöglicht, wovon Dalberg aber absah. Aus diesem Grund bestand in ganz Bayern nur noch in Regensburg weiterhin ein Domkapitel.
1810 endete die Herrschaft Dalbergs; Regensburg fiel an Bayern, Dalberg wurde Großherzog in Frankfurt. Dort sollte er Reformen im Sinne der französischen Revolution durchführen; in diesem Zuge erlangten die Juden der Stadt 1811 die völlige Gleichberechtigung. Hierfür hatten sie allerdings die hohe Summe von 440.000 Gulden zu bezahlen. Dalberg hatte nach der Völkerschlacht bei Leipzig alle Würden niedergelegt hund kehrte nach Regensburg zurück, wo er als Administrator des Bistums im Rang eines Erzbischofs weiter tätig war.

### Konkordat von 1817
1817 wurde ein umfassendes Konkordat zwischen dem Königreich Bayern und dem Heiligen Stuhl unterzeichnet. In der Folge wurde Bayern in zwei Kirchenprovinzen eingeteilt, Regensburg wurde als Suffraganbistum dem Erzbistum München und Freising zugeordnet. Das Diözesangebiet blieb unverändert. Dem Bischof von Regensburg wurde ein Domkapitel mit acht Domkapitularen, einem Dompropst und einem Domdekan zugeordnet. Dazu kamen sechs Chorvikare. Das Ernennungsrecht für den Bischof erhielt der König. Domdekane und Domkanonikate konnte ebenfalls der König besetzen, wenn sie sich in den „päpstlichen“ also ungeraden Monaten erledigt hatten. In den geraden Monaten konnten die Bischöfe die Domkapitulare ernennen, die daraufhin von den Kapiteln gewählt wurden. Durch das Konkordat erhielt der König das Nominationsrecht für alle bayerischen Bischöfe und das Präsentationsrecht für die meisten Pfarreien. Am 1. April 1818 nahm die päpstliche Bulle „Dei ac Domini Nostri“ eine genaue Umschreibung der Bistumsgrenzen vor.

### Bischof Johann Michael von Sailer
Johann Michael von Sailer, geboren 1751 in Aresing, war 1770 in den Jesuitenorden eingetreten, bevor dieser 1773 aufgelöst worden war. In Dillingen war er Theologieprofessor für Ethik und Pastoraltheologie, wurde dort allerdings 1794 entlassen, weil er unter dem Verdacht stand, ein Aufklärer zu sein. Seit 1800 war er Professor für Moral- und Pastoraltheologie in Landshut. Seine Person wirkte eine starke Anziehungskraft aus, als Lehrer, Pädagoge und Seelsorger war er bekannt geworden. Dies betraf auch den späteren König Ludwig, dem Sailer 1803 dreimal wöchentlich Privatvorlesungen hielt und das Sonntagsevangelium auslegte. Johann Michael von Sailer wurde 1821 in das neugebildete Regensburger Domkapitel berufen. Zuvor sollte Sailer eigentlich Bischof in Augsburg werden; der Papst lehnte dies allerdings gestützt auf ein Gutachten des Wiener Redemptoristen Klemens Maria Hofbauer ab. In Regensburg wurde Sailer schließlich Weihbischof, Generalvikar und Koadjutor des bereits altersschwachen Bischofs Wolf. 1829 trat er offiziell die Nachfolge an. Sailer widmete das Damenstift Obermünster zum Priesterseminar um, kämpfte für die Wiederherstellung der Klöster und führte zahlreiche Pastoralreisen durch. Sailer kümmerte sich besonders auf Firm- und Pastoralreisen um die Seelsorge in seinem Bistum. Am 20. Mai 1832 starb Johann Michael Sailer in Regensburg. Als Theologe zeichnete sich Sailer dadurch aus, die konstruktiven Gedanken der Aufklärung in sein Denken zu integrieren. Zudem lag ihm die Bildung angehender Priester besonders am Herzen. Schon von Zeitgenossen wurde er als „Kirchenvater“ bezeichnet.
Sekretär Sailers war Melchior von Diepenbrock, der 1845 Fürstbischof von Breslau wurde. Neben ihm gehörte auch der aus Oberschlesien stammende Arzt Carl Proske zum Freundeskreis Sailers. Unter der Führung Sailers war er zum Priester geweiht worden. In Regensburg kümmerte sich Proske um die Kirchenmusik. Er reformierte die Kirchenmusik auf der Grundlage der Gregorianik und Vokalpolyphonie.

### Weihbischof Georg Michael Wittmann und Bischof Franz Xaver Schwäbl
Georg Michael Wittmann war zwar vom König bereits zum Bischof ernannt worden, starb aber noch, bevor die Bestätigung des Papstes eintraf. Wittmann war 1760 in Pleystein geboren worden. Er studierte in Heidelberg Philosophie und Theologie und wurde 1782 in Regensburg zum Priester geweiht. Ab 1802 war er Regens des Priesterseminars, ab 1804 auch Dompfarrer, seit 1829 Weihbischof und später Generalvikar. 1832 wurde er nach dem Tod Sailers zum Bischof von Regensburg ernannt. Allerdings erfolgte die Präkonisierung – also die Bestätigung durch den Papst – nicht mehr rechtzeitig vor dem Tod von Wittmann am 8. März 1833.
Anschließend wurde Franz Xaver Schwäbl, selbst Schüler Sailers, Bischof. Während seiner Amtszeit und anlässlich der 1100-Jahr-Feier im Bistum wurde der Regensburger Dom umgestaltet, um den gotischen Zustand wiederherzustellen. Diesen Maßnahmen fielen dabei jedoch die manieristische und barocke Ausstattung des Domes zum Opfer. Schwäbl starb am 12. Juli 1841. Valentin Riedel wurde Nachfolger Schwäbls.

### Katholikentag 1849
1849 fand vom 2. bis 5. Oktober in Regensburg die „Generalversammlung des katholischen Vereines Deutschlands“ statt. Träger dieser frühen Katholikentage war der „Piusverein für religiöse Freiheit“, später übernahm das „Zentralkomitee der Katholiken Deutschlands“ die Organisation. Ziel des Piusvereins war es, die Rechte der Kirche bei einer künftigen Verfassungsgebung zu verteidigen. Der Katholikentag hätte eigentlich in Wien stattfinden sollen, nachdem der dortige Erzbischof allerdings wegen revolutionärer Aufstände zögerlich wurde, fand der Katholikentag in Regensburg statt. 131 Delegierte aus den deutschen Bistümern kamen zum Katholikentag, daneben auch 21 Delegierte des „Vereins für constitutionelle Monarchie und religiöse Freiheit in Bayern.“ Der Katholikentag in Regensburg stand nicht unter einem einheitlichen Motto, sondern sorgte sich um tagesaktuelle Probleme. Auf dem Katholikentage von 1849 folgte dabei eine wesentliche Weichenstellung für den deutschen Katholizismus als Laienbewegung: Mit der Gründung des „Bonifatius-Vereins“ wurde der Grundstein für eine Entwicklung zu einem katholischen Pluralismus des Verbandswesens gelegt. Die diversen von katholischen Laien getragenen Vereine hatten das Ziel, die Position der Kirche innerhalb der Gesellschaft zu verbessern.

### Bischof Ignatius von Senestréy und der Kulturkampf
Ignatius von Senestréy war von 1858 bis 1906 Bischof von Regensburg. 1818 in Bärnau geboren, studierte er in Rom und wurde Priester. Nach verschiedenen Stellen wurde Senestréy 1858 Bischof von Regensburg. Er richtete im Schottenkloster ein Priesterseminar ein und vollendete die Türme des Regensburger Doms, deren Fertigstellung nie gelungen war. Am 29. Juni 1869, dem Fest Peter und Paul, wurden die neuen Domtürme eingeweiht. Auf dem Ersten Vatikanischen Konzil trat Ignatius von Senestréy mit Nachdruck für die Definierung der päpstlichen Unfehlbarkeit ein.
In die Bischofszeit Ignatius von Senestréys fallen auch die Auseinandersetzungen zwischen Staat und Kirche, die als Kulturkampf bezeichnet werden. Der Staat wollte der auf dem Ersten Vatikanischen Konzil festgestellten Unfehlbarkeit des Papstes die eigenen Rechte entgegenhalten. In diesem Rahmen wurde den Bischöfen die Publikation der Konzilsdekrete verboten. Gleichwohl wurden diese von den Bischöfen auch ohne königliche Genehmigung veröffentlicht. Senestréy erläuterte darüber hinaus die Beschlüsse des Konzils in einem Hirtenbrief. Im November 1871 erreichte Otto von Bismarck auf Antrag Bayerns angesichts der Haltung des bayerischen Klerus die Ergänzung des Strafgesetzbuches um den sogenannten „Kanzelparagraphen“. Diese Norm bedrohte die Geistlichen mit Strafe, die in Wort oder Schrift „Angelegenheiten des Staates in einer den öffentlichen Frieden gefährdenden Weise zum Gegenstand einer Verkündigung oder Erörterung“ machten. Zudem verbannte das Jesuitengesetz von 1872 den Jesuitenorden aus dem Reichsgebiet. Schließlich wurde 1876 die obligatorische Zivilehe in ganz Deutschland zur Pflicht. Die bayerische Regierung erreichte zudem, dass die bischöflichen Knabenseminare unter staatliche Leitung gestellt wurden, bayerische Theologiestudenten das „Collegium Germanicum“ in Rom nicht besuchen durften und die Schulsprengel sich nicht mehr an den Pfarreien, sondern den Grenzen der politischen Gemeinden orientieren konnten. In dieser Phase vertrat Senestréy vehement kirchliche Interessen gegenüber dem Staat. Ein Ende des bayerischen Kulturkampfes stellt die Entlassung des Ministerpräsidenten von Lutz 1890 dar.

### Katholikentag 1884
Die 31. „Generalversammlung der Katholiken Deutschlands“ fand vom 31. August bis 4. September 1884 mit 2.223 Teilnehmern in Amberg statt. Debattiert wurden Fragen rund um Mission, Caritas, Kunst, Kirchenmusik, Freimaurerei, Wissenschaft, Presse und Schulwesen.

## 20. Jahrhundert

### Katholikentag 1904
Der Katholikentag vom 21. bis 25. August 1904 fand in Regensburg unter dem Motto „Alles erneuern in Christus“ statt. 30.000 Teilnehmer besuchten diese 51. „Generalversammlung der Katholiken Deutschlands“.

### Im Umfeld des Ersten Weltkriegs
Antonius von Henle, der vorherige Generalvikar und Bischof von Passau, wurde Nachfolger Senestréys und war bis zu seinem Tod am 11. Oktober 1927 Bischof von Regensburg. In seiner Amtszeit widmete er sich vorrangig der Seelsorge und errichtete mehr als 50 neue Pfarreien, alleine acht davon im Raum Regensburg. 1910 wurde der „Katholische Caritasverband“ in der Stadt Regensburg gegründet, 1922 folgte der „Diözesan-Caritasverband“. Auch andere katholische Vereine entstanden in dieser Zeit – etwa der „Katholische Gesellenverein“, der später zur Kolpingsfamilie wurde, diverse Jugend- und Studentenvereine oder auch der St. Michaelsbund.
1912 wurde in Regensburg der „Katholische Jugendfürsorgeverein“ gegründet. Er geht zurück auf den Einsatz sozial engagierter Laien und Priester, die sich mit dem Priester Jakob Reeb für gefährdete Jugendliche einsetzte und Kriegswaisen Adoptionsfamilien vermittelte. Anfangs engagierte sich die Katholische Jugendfürsorge im Bereich der Vormundschaften und Pflegschaften, während des Krieges für Kindererholung, nach dem Zweiten Weltkrieg für Maßnahmen der Kur- und Heilfürsorge. Heute arbeiten rund 4.500 Mitarbeiter für die Katholische Jugendfürsorge in Regensburg. Jährlich werden mehr als 30.000 Menschen durch die Jugendfürsorge beraten und unterstützt. Die Katholische Jugendfürsorge unterhält mehr als 70 Einrichtungen. Dazu gehören Heime, Teilhabeeinrichtungen, Werkstätten für Menschen mit Behinderung, oder auch Einrichtungen der Jugendgerichtshilfe.
In der Zeit vor der Revolution von 1918 hatten sich die katholischen Bischöfe zur Monarchie bekannt. Nach der Revolution bemühten sie sich indes, einen friedlichen Ausgleich zwischen Staat und Kirche zu erreichen und die öffentliche Ordnung wiederherzustellen. Nachdem 1920 eine bürgerliche Regierung gebildet worden war, schwand kirchlicherseits die Skepsis weiter.
Innerkirchlich bedeutete die Zeit nach dem Ersten Weltkrieg eine Blüte des religiösen Lebens, die sich insbesondere an den wachsenden katholischen Verbänden und an der „Bibelbewegung“ oder der „Liturgiebewegung“ zeigt. Im Bistum Regensburg stieg die Zahl der Priester an.

### Bischof Michael Buchberger
Nach Henle wurde Michael Buchberger 1927 Regensburger Bischof, zuvor war er ab 1919 Generalvikar und ab 1923 Weihbischof im Erzbistum München und Freising. Während des Ersten Weltkriegs war Buchberger Organisator der Feldseelsorge und Begleiter der Feldpröpste Franziskus Kardinal von Bettinger und Erzbischof Michael von Faulhaber. Buchberger setzte die unter seinem Vorgänger Henle eröffnete Diözesansynode fort und setzte den Seligsprechungsprozess für Albert den Großen wieder in Gang. Theologische Bedeutung erlangte Michael Buchberger als Herausgeber des „Lexikon für Theologie und Kirche“ (LThK), dessen erste Auflage zwischen 1930 und 1938 erschien.
Buchberger hatte schon früh klar über die Unvereinbarkeit von Christentum und Nationalsozialismus geurteilt, eine klare Konfrontation aber vermieden. Buchberger setzte sich für die Seelsorge für all jene ein, die in Haft genommen worden waren. Seit 1929 nahm er immer wieder gegen den Nationalsozialismus Stellung. Nach dem Urteil von Karl Hausberger hatte Buchberger dennoch zunächst die Gefahr des Nationalsozialismus unterschätzt. Er sah seine Aufgabe darin, den Bestand der Kirche nicht zu gefährden. Unter den deutschen Bischöfen tendierte er nicht zu einer offensiven Strategie. Dies geschah aber „keineswegs aus Sympathie mit dem nationalsozialistischen Regime“.
Nachdem das NS-Regime das Sudetenland annektiert hatte, mussten die tschechischen Priester die Pfarreien an der Grenze verlassen. Buchberger kümmerte sich um die Seelsorge in diesen Pfarreien, die offiziell unter seine Obhut gestellt worden waren.

### Nationalsozialistisches Regime und Zweiter Weltkrieg

#### Allgemeines
In der Zeit des Nationalsozialismus wurden bereits 1933 im Bistum Regensburg einundzwanzig Jugendheime beschlagnahmt. Ab Juli 1933 war eine Doppelmitgliedschaft bei der „Hitlerjugend“ und einer katholischen Jugend verboten. 1937 schließlich waren Jugendvereine generell verboten. Auch das katholische Schulwesen hatte unter der Diktatur zu leiden: Zunächst wurde die Gemeinschaftsschule eingeführt, um Konfessionsschulen zu vertreiben. Entsprechende Abstimmungen unter den Erziehungspflichtigen wurden mit Druck und Drohungen manipuliert. Seit 1937 wurden klösterliche Lehrkräfte abgebaut. Ende 1937 und 1938 wurden sämtliche höhere klösterliche Schulen geschlossen oder staatlichen Schulleitern unterstellt. Gleiches geschah 1941 mit klösterlichen oder konfessionell gebundenen sozialpädagogischen Seminaren. Auch das Fach „Religionslehre“ wurde an allen Schulen immer weiter zurückgedrängt. Als in Kelheim die Kreuze aus den Schulen entfernt wurden, weigerten sich viele Eltern, ihre Kinder weiter zu Schule zu schicken, bis die Kreuze wieder in den Klassenzimmern hängen würden. Nachdem in Regensburg die Kreuze aus den Schulen entfernt wurden, versammelten sich am 27. Oktober 1941 einige hundert Frauen vor dem Alten Rathaus, um gegen diese Abnahme zu protestieren. Nachdem die Frauen abgewimmelt wurden, kehrten am Nachmittag eine noch größere, „tausendköpfige Menge“ zurück. Die Proteste hatten erfolgt, die Kreuze wurden wieder aufgehängt. Auch sollte das Schulgebet durch nationalsozialistische Lieder oder Texte verdrängt werden. Dies war aufgrund erheblicher Proteste nicht durchsetzbar.

#### Verfolgungen
Allgemeines
Der Kirchenkampf der Nationalsozialisten forderte immer mehr Opfer. Immer mehr Priester und Laien wurden der Gestapo überstellt, in Konzentrationslagern interniert oder durch den „Volksgerichtshof“ zum Tode verurteilt.
Insgesamt wurden zwei Geistliche hingerichtet, ein Geistlicher ermordet. Sechs Geistliche wurden mit „Zuchthaus“ bestraft, 20 mit Gefängnis, acht mit Haft im Konzentrationslager. Daneben wurden weitere Maßnahmen gegen den Klerus ergriffen: siebzehnmal wurde Untersuchungshaft angeordnet, siebenundzwanzigmal Polizeihaft, fünfundvierzigmal Schutzhaft; es fanden fünfundfünfzig Hausdurchsuchungen statt, zehn Ausweisungen wurden ausgesprochen, vierundsiebzig Schulverbote, 122 Androhungen, Verwarnungen und Vorladungen durch Parteistellen, 346 Verhöre, Vorladungen und Verwarnungen durch Staatsstellen durchgeführt, 53 Beschlagnahmungen, 79 Geldstrafen, 14 Strafen mit Sicherungsgeld. Die Verfolgung durch die Nationalsozialisten traf auch Ordenschristen: Hier gab es einen Todesfall in einem Konzentrationslager, einmal Haft im Konzentrationslager, zweimal Gefängnisstrafen, dreimal Schutzhaft.
Unter den Laien sind fünf Todesfälle zu verzeichnen, siebzehnmal Haft im Konzentrationslager, einmal eine Haft im Zuchthaus, zweiunddreißigmal Gefängnis, achtundvierzigmal Schutzhaft, zwei Ausweisungen und 14 Geldstrafen. Teilweise werden hierzu noch etwas höhere Zahlen genannt.
Expositus Joseph Schultes
1933 lehnte Joseph Schultes es ab, ein Kind auf einen heidnischen Namen zu taufen; er wurde daraufhin bei den Behörden angezeigt. 1938 predigte Schultes zweimal gegen das antikirchliche Verhalten des Schulleiters, woraufhin Schultes nach Greilsberg versetzt wurde. Gegenüber Schülern hatte er geäußert, in religiöser Beziehung könne er keinen Unterschied zwischen Russland und Deutschland feststellen; dafür wurde er zu fünf Monaten Haft verurteilt. Gesundheitlich schwer angeschlagen, starb er am 26. März 1940 in Mallersdorf an den Folgen der Haft.
Pfarrer Maximilian Frammelsberger
1933 soll Pfarrer Maximilian Frammelsberger in einer Predigt den Präsidenten der Kreisbauernschaft beleidigt haben und wurde dafür für zwei Wochen in „Schutzhaft“ genommen. 1936 griff Frammelsberger die nationalsozialistischen Herrscher in einer Predigt an. Nachdem sich Frammelsberger in Feldpostbriefen kritisch geäußert hatte, wurde ihm auf Intervention der NS-Behörden vom Ordinariat in Regensburg ein Verbot für Briefverkehr auferlegt. Frammelsberger hielt sich nicht daran. Nachdem die Gestapo einen weiteren Feldbrief abgefangen hatte, wurde der in Regensburg, später in Plötzensee inhaftiert. In Moabit musste er ins Gefängniskrankenhaus verbracht werden. Dort wurde er kniend vor seinem Bett am 16. Januar 1944 tot aufgefunden.
Pfarrer Josef Losch
Bereits 1933 warnte Josef Losch vor dem Nationalsozialismus. Die Nationalsozialisten erreichten eine Versetzung nach Etzgersrieth, dann nach Miesbrunn bei Pleystein. 1944 wurden bei ironisch-sarkastische Briefe über den Krieg gefunden. Daraufhin wurde er zum Tode verurteilt und am 29. Januar 1945 in Brandenburg-Görden hingerichtet.
Pfarrer Karl Borromäus Kramer
Karl Borromäus Kramer war ab 1927 als Pfarrer in Schnaittenbach bei Hirschau tätig. In einer Predigt kritisierte Kramer stark, dass die Armen Schulschwestern ab 1937 die Tätigkeit in seiner Pfarrei aufgeben mussten. 1944 verweigerte Kramer einem Pönitenten die Absolution, weil sich dieser freiwillig zum nationalsozialistischen Landdienst gemeldet hatte und seit einem dreiviertel Jahr nicht mehr den Gottesdienst besucht hatte. Kramer wurde denunziert und zu fünf Monaten Gefängnis verurteilt. Während der Haftzeit starb Kramer in Landshut an einer Lungenentzündung.
Benefiziums-Provisor Augustin Wagner
Augustin Wagner war ab 1934 Kuratbenefiziant in Lindkirchen. Als die amerikanischen Streitkräfte sich näherten, ließ Wagner im Kirchturm eine weiße Flagge bereitstellen, die später gehisst werden sollte. Diese Flagge wurde entdeckt, Wagner wurde von SS-Leuten verschleppt. Zwei Monate später wurde seine Leiche entdeckt.
Bruder Franz Xaver Maier
Franz Xaver Maier wurde 1942 von der Gestapo verhaftet; er habe Lebensmittel geschoben und sei schwarz gefahren. Angeblich habe sich Bruder Franz Xaver Maier am 18. August 1942 erhängt. Daran glaubten aber weder die Mitbrüder noch die Bevölkerung in Limburg. Tatsächlich gab später ein Augenzeuge an, Bruder Franz Xaver Maier sei von der Gestapo bis zum Tod misshandelt worden.
Max Ulrich Graf von Drechsel
Als Mitarbeiter Freiherr von Leonrods lernte von Drechsel den Widerstandskreis um Claus Schenk Graf von Stauffenberg kennen, dem er sich später anschloss. Beim Attentat vom 20. Juli 1944 übernahm von Drechsel die Rolle als Verbindungsoffizier für den Münchner Wehrkreis VII. Von Drechsel wurde nach dem Scheitern des Attentats verhaftet und zum Tode verurteilt. Am 4. September 1944 wurde er erhängt. Im letzten Brief an die Eltern schrieb er: „Voll Vertrauen zu ihm, dem allgütigen Gott und Richter, trete ich nun den Weg an.“
Johann Igl
Nachdem sich Igl 1937 gegen diskriminierende Angriffe des Regimes auf Ordensleute geäußert hatte, wurde er zu sieben Monaten Haft verurteilt. 1942 heiratete er Paula Auburger. 1944 äußerte er mit Blick auf Hitler: „Findet sich den keiner, der ihm das Messer reinrennt?“ Dafür wurde er verhaftet und zum Tode verurteilt und im Konzentrationslager Dachau interniert. Am 21. April 1945 wurde er in Regensburg erhängt.
Pater Gebhard Heyder
Pater Gebhard Heyder wurde am 30. November 1904 in Lorenzen, nördlich von Regensburg, geboren. 1926 legte er im Orden der unbeschuhten Karmeliten die Profess ab, 1930 wurde er zum Priester geweiht. 1942 wechselte er vom Kloster St. Theresia in Regensburg auf den Mariahilfberg bei Neumarkt in der Oberpfalz. Dort fiel er 1944 durch eine Predigtreihe auf und wurde vom Volksgerichtshof unter dem Vorsitz von Freisler zum Tod verurteilt. Die Exekution fand allerdings aufgrund der Wirren am Ende des Krieges nicht mehr statt. Pater Gebhard Heyder war in Straubing interniert. 1. Mai 1945 wurde er auf einem Todesmarsch Richtung Dachau von den amerikanischen Truppen befreit.
Michael Lottner
Am 23. April 1945 nahm Michael Lottner an der Kundgebung teil, auf der Domprediger Maier in Regensburg sprach. Dort rief er bei der Verhaftung des Dompredigers: „Laßt doch den Domprediger reden! Ich wißt ja gar nicht, was er sagen will!“ Am Rande der Kundgebung war es zu einer Messerstecherei gekommen. Lottner wurde fälschlicherweise als Beteiligter daran verhaftet. Als er sich in der NS-Kreisleitung gegen Schläge wehrte, wurde er erschossen. Zur Abschreckung wurde sein Leichnam am Dachauplatz unter die Leichen von Domprediger Maier und Josef Zirkl gelegt.
Josef Zirkl
Auf der Kundgebung in Regensburg am 23. April 1945, auf der Domprediger Maier sprach, versuchte er, die Verhaftung des Dompredigers zu verhindern. Nach der Verhaftung gab Zirkl zu, auf die „Parteibonzen“ geschimpft zu haben. Er wurde durch ein Standgericht zum Tode verurteilt und gemeinsam mit Domprediger Maier am Morgen des 24. April 1945 erhängt.
Domprediger Johann Maier
Während der Diktatur sprach Domprediger Maier oft deutlich. So sagte er etwa mit Blick auf die Machthaber: „Nicht mitzuhassen, mitzulieben sind wir da.“
Als die Alliierten Regensburg immer näher kamen, beschäftigte Domprediger Maier zunehmend die Frage, wie man eine Verteidigung der Stadt bis zum Letzten verhindern könnte. Am Morgen des 23. April 1945 veranstalteten Bürger eine Kundgebung, auf der sie gegen die Verteidigung Regensburgs „bis zum letzten Stein“ protestierten. Später am Tag verbreitete sich in der Stadt die Ankündigung einer weiteren Kundgebung, die für den Nachmittag geplant sein sollte; auf dieser Kundgebung sollte ein SS-General sollte Gerüchten nach für die Freigabe der Stadt Regensburg sprechen. Da auch Polizisten und Parteifunktionäre für die Kundgebung warben, konnte der Eindruck einer von oben genehmigten Veranstaltung entstehen. Neben weiteren Geistlichen fand sich auchMaier zu dieser Kundgebung auf dem Moltkeplatz, dem heutigen Dachauplatz, ein. Der Kreisleiter Weigert ließ Bombenalarm ausrufen, um die Versammlung aufzulösen; dies bleib indes ohne Erfolg. Als später ein Tumult auszubrechen drohte, ergriff Maier das Wort, „mehr oder minder spontan“, wie Karl Hausberger schreibt. In seiner Rede plädierte Maier dafür, die Bürger sollten mit „Ruhe und sittlichem Ernst“ vor die staatliche Obrigkeit treten. In diesem Moment wurde Maier von einem Polizeibeamten in Zivil von seinem etwas erhöhten Standort gezerrt und abgeführt.
Der Gauleiter Ruckdeschl hatte von den Vorkommnissen erfahren und angeordnet, die „Rädelsführer“ unmittelbar auf dem Moltkeplatz zu erhängen, um die noch verbliebenen Demonstranten abzuschrecken. Der zuständige Gestapo-Chef mahnte, eine derartige Exekution dürfe nicht ohne Gerichtsurteil erfolgen. Daher trat noch am gleichen Abend ein Standgericht einberufen. Noch während der Verhandlung des Standgerichts war auf dem Moltkeplatz ein Galgen errichtet worden. Maier wurde zum Tod verurteilt. Noch in derselben Nacht wurde da Urteil vollzogen. Domprediger Maier wurde gezwungen, seine Priesterkleidung abzulegen, eine viel zu kleine Jacke und zerschlissene Hosen anzulegen. Provisorisch wurde Maier und mit ihm der Rentner Josef Zirkl an einer Querstange zwischen zwei Fahnenmasten erhängt. Um den Hals der Hingerichteten hing ein Zettel mit der Aufschrift: „Hier starb ein Saboteur.“ Einen ganzen Tag lang mussten die beiden Leichname hängen bleiben, um eine möglichst große Wirkung auf die Regensburger Stadtbevölkerung zu erzielen. Am 27. April 1945 wurde Maier bestattet, nachdem man ihm vorher noch die priesterlichen Gewänder abgelegt hatte. Am 23. April 1946 wurde Domprediger Maier „unter größter Anteilnahme der Bevölkerung“ in den unteren katholischen Friedhof überführt und seinem Wunsch gemäß neben seinem väterlichen Freund Pater Anton Dantscher. 1954 wurden die sterblichen Überreste von Maier in seine Heimat überführt, 2005 allerdings in die Regensburger Bischofsgruft überführt.
Für den Kirchenhistoriker Karl Hausberger war der Einsatz von Domprediger Maier von „Maiers priesterlichem Leben und Wirken“. Er habe „wohlüberlegt gehandelt und bewusst das Risiko des Opfertodes auf sich genommen“. Werner Chrobak stellt fest: „Aus dem Gesamtbild der erhaltenen Maierpredigten ergibt sich das Bild eines aufrechten, furchtlosen Mannes, der sich des grundsätzlichen Gegensatzes zwischen Nationalsozialismus und Christentum immer bewußt war und dies auf der Kanzel zum Ausdruck brachte.“ Für ihn gilt Domprediger Maier als Märtyrer.
Auf Anregung des Pfarrgemeinderats der Pfarrei St. Anton Regensburg wurde am Dachauplatz, dem Ort der Hinrichtung, 1975 ein Gedenkstein für Domprediger Maier, Josef Zirkl und Michael Lottner errichtet.

### Nach dem Kriegsende
Nach dem Ende des Krieges engagierte sich die Kirche bei der Linderung der materiellen Not: Die Caritas kümmerte sich um die Integration der Heimatvertriebenen, um Familienzusammenführungen, um Verpflegung und Unterkunft. Bischof Buchberger gründete das Diözesan-Wohnungs- und Siedlungswerk. Buchberger ließ zudem von 1946 bis 1961 beinahe 100 Kirchen neu bauen, erweitern oder restaurieren. 60 neue Pfarreien und Kuratien wurden errichtet.

### Regensburger Domspatzen
Nach dem Zweiten Weltkrieg konnten die Regensburger Domspatzen ein eigenes Gymnasium sowie eine Grundschule in Etterzhausen errichten. Insbesondere die Einrichtung eines eigenen Gymnasiums erleichterte die Probenarbeit des bekannten Chores, da die Sänger zuvor unterschiedliche Schulen in Regensburg besucht hatten. Von 1964 bis 1994 wurde der Chor von Georg Ratzinger, dem Bruder von Papst Benedikt XVI., geleitet. Seine Nachfolge übernahmen 1994 Roland Büchner und seit 2019 Christian Heiß.

### Bischof Rudolf Graber
Rudolf Graber war ab 1962 Bischof von Regensburg. Zentrales Anliegen seines Pontifikats war es, eine Erneuerung der Kirche im Sinne des Zweiten Vatikanischen Konzils zu erreichen. Seine Losung dazu lautete: „Die religiöse Erneuerung geht vom Altar aus.“ Bischof Graber sah dabei eine enge Verbindung zwischen der Erneuerung der Kirche und der Erneuerung der Priester. Aus diesem Grunde gab er ab 1969 das „Directorium Spirituale“ heraus, um eine Hilfe für das spirituelle Leben zu geben. Zudem sorgte er sich um die priesterliche Ausbildung und ließ bis 1965 das Priesterseminar St. Wolfgang renovieren. 1969 zog das Bischöfliche Studienseminar vom Obermünster in das neuerbaute Westmünster um.
1962 beschloss der Bayerische Landtag in Regensburg eine weitere Universität zu errichten. Diese konnte auf eine bereits bestehende Hochschultradition aufbauen: Seit 1589 hatten die Jesuiten ein Gymnasium errichtet, in dem seit 1615 theologische und philosophische Vorlesungen gehalten wurden. Nach der Auflösung des Jesuitenordens 1773 wurde die Hochschule als fürstbischöfliches Lyzeum weitergeführt. Seit 1810 gehörte die Hochschule zu Bayern und trug ab 1933 den Titel Philosophisch-Theologische Hochschule. Bischof Graber beteiligte sich aktiv am Aufbau der neuen Universität und setzte sich besonders dafür ein, dass gleichzeitig mit der Errichtung der Universität auch eine theologische Fakultät ihre Arbeit aufnehmen sollte. Dies war erfolgreich, die Philosophisch-Theologische Hochschule ging in der neuen Universität auf. Von 1967 bis 1969 entstand das Erzbischof-Michael-Buchberger-Studentenwohnheim.
1966 gründete Rudolf Graber das „Seelsorgereferat“. Ausdruck der Verbindung mit der Ostkirche ist das „Ostkirchliche Institut“. 1967 reiste er mit einer Delegation zum Patriarchen Athenagoras von Konstantinopel, um ein Programm der Zusammenarbeit zu erstellen. Es folgten verschiedene Symposion, die Themen der Kirche aus katholischer und orthodoxer Perspektive beleuchteten. Seit 1967 erhielten zudem orthodoxe Theologen in Stipendium, um sich an katholischen Fakultäten in Deutschland fortzubilden.
Graber blieb bis zu seinem Rücktritt 1981 Bischof von Regensburg. 1981 wurde Graber aus Altersgründen von der Bistumsleitung entbunden, blieb aber bis zum Folgejahr bischöflicher Administrator. Am 31. Oktober 1992 starb Bischof Graber.

### Bischof Manfred Müller
Manfred Müller wurde 1952 zum Priester geweiht. Nach Stationen als Kaplan und Religionslehrer wurde Müller 1972 Weihbischof in Augsburg, 1982 dann Bischof von Regensburg.

### Jubiläumsjahr 1989
1989 feierte das Bistum Regensburg das 1250-jährige Bestehen der Diözese. Dieses Jubiläum wurde begangen mit einer Diözesanwallfahrt nach Fulda, einer Wallfahrt nach Rom mit Audienz bei Papst Johannes Paul II. in Castel Gandolfo und einem Diözesanfest am 17. und 18. Juni 1989. Im Rahmen des Festes wurden auch alle zwölf Reliquienschreine, die sich in Regensburger Kirchen befinden, von St. Emmeram in den Dom überführt. Begleitet wurden diese Feierlichkeiten mit Ausstellungen und einem musikalischen Programm. Die Regensburger Universität veranstaltete eine Ringvorlesung zu vorwiegend historischen Themen.

### Märtyrer im 20. Jahrhundert
Auch außerhalb des Nationalsozialismus starben Männer und Frauen aus dem Bistum Regensburg als Märtyrer.
Margareta Bodensteiner
Margareta Bodensteiner wurde am 7. August 1921 in Kleßberg bei Vohenstrauß geboren. Margareta war eine fromme junge Frau. Sie hatte den festen Vorsatz, jungfräulich in die Ehe zu gehen oder bis zum Ende des Lebens als Jungfrau zu leben. Am 28. März 1946 wurde sie auf dem Weg nach Vohenstrauß von einem Mann überfallen, der sie vergewaltigen wollte. Dabei fand Margareta Bodensteiner den Tod. Erzbischof Buchberger nannte sie 1956 in Anlehnung an die heilige Maria Goretti die „bayerische Goretti“.
Johanna Decker
Johanna Decker wurde am 19. Juni 1918 in Nürnberg geboren, 1922 wurde der Vater nach Amberg versetzt und zog mit der Familie in das Gebiet des Bistums Regensburg. In Würzburg und München studierte sie Medizin und wollte später als Missionsärztin nach Afrika gehen. 1950 wurde Johanna Decker nach Rhodesien in die Mission entsandt. Mit Hilfe von Misereor baute sie dort ein modernen Krankenhaus und Wohnungen für die Angestellten und führte dabei ein intensives geistliches Leben. Am 9. August 1977 überfielen zwei Männer Deckers Krankenstation. Dabei wurde Johanna Decker erschossen. In Amberg sind heute die Dr.-Johanna-Decker-Schulen Amberg nach ihr benannt.
Schwester Ceslaus Stiegler
Anna Stiegler wurde am 15. August 1916 in Michldorf in der Oberpfalz geboren. In Strahlfeld trat sie in das Kloster der Dominikanerinnen ein und wurde in die Mission nach Rhodesien entsandt. Dort wirkte sie als engagierte Lehrerin auf einem abgelegenen Missionsposten, wo sie am 6. Februar 1977 erschossen wurde.
Pater Karl Maria Weber
Karl Maria Weber wurde am 15. März 1908 in Straubing geboren. Er studierte Theologie, trat den Missionaren vom Heiligsten Herzen Jesu bei und wurde 1934 in Paderborn zum Priester geweiht. Ab 1955 war er auf eigenen Wunsch als Missionar im Kongo tätig. Dort wirkte er als Priester, bis er am 1. November 1964 durch einen Speer von Rebellen getötet wurde.
Bruder Gottlieb Auer
Johann Baptist Auer wurde am 25. Oktober 1887 in Lauterhofen in der Oberpfalz geboren. 1906 trat er in das Kloster St. Ottilien ein, erhielt den Ordensnamen Gottlieb und wurde 1914 nach Seoul gesandt. Dort geriet er in japanische Kriegsgefangenschaft. Schließlich wurde er in Lagern in Pyongyang und Oksadok interniert. Dort starb er 1952 an einer Lungenentzündung.
Bruder Gerfried Joseph Hastreiter
Joseph Hastreiter wurde am 12. August 1912 in Furth im Wald geboren. Er trat als Bruder Gerfried in den Orden der Schulbrüder in Bad Honnef ein. Von dort wurde er nach Ceylon (Sri Lanka) in die Mission entsandt. Anschließend unterrichtete er in Hongkong Physik. Von dort wurde er schließlich ausgewiesen und deswegen nach Manila versetzt. Am 12. Februar 1945 wurde er von Japanern mit dem Bajonett attackiert und verwundet. Diesen Verletzungen erlag er schließlich.

## 21. Jahrhundert

### Bischof Gerhard Ludwig Müller
Am 24. November 2002 wurde der Theologieprofessor Gerhard Ludwig Müller im Regensburger Dom zum Bischof geweiht. In seine Amtszeit fällt der Besuch von Papst Benedikt XVI. in Bayern, der ihn vom 11. bis 14. September 2006 nach Regensburg führte. Benedikt XVI. feierte eine Messe auf dem Islinger Feld und eine ökumenische Vesper im Regensburger Dom. An der Universität Regensburg hielt er eine als Regensburger Rede bekannt gewordene Vorlesung über das Verhältnis von Glaube und Vernunft. Zudem verbrachte Papst Benedikt XVI. mit seinem Bruder Georg Ratzinger einen Tag in seinem Haus in Pentling und besuchte das Grab seiner Eltern in Ziegetsdorf.
2003 gründete Gerhard Ludwig Müller die Schulstiftung der Diözese Regensburg. Sie hat die Trägerschaft von 14 kirchlichen Schulen übernommen. Die Schulstiftung wollte verschiedenen Entwicklungen entgegenwirken, die die Arbeit von Schulen in kirchlicher Trägerschaft erschwert hatten. Dazu zählen insbesondere der schwindende Nachwuchs bei Ordensgemeinschaften, die zugleich als Träger von Schulen firmieren. Neben der Schulstiftung gibt es aber auch weiterhin selbstständige Schulen in kirchlicher Trägerschaft wie etwa die Grundschule und das Gymnasium der Regensburger Domspatzen.
2009 wurde eine neue Orgel im Regensburger Dom eingeweiht.
Im Jahr 2005 führte Bischof Gerhard Ludwig Müller eine Neuordnung der Strukturen des Laienapostolats in der Diözese durch. Gemäß den neuen Satzungen ist nun der Pfarrer Vorsitzender des Pfarrgemeinderates. Ziel dieser Reform war es, die Zusammenarbeit des Pfarrgemeinderates mit dem Pfarrer der Gemeinde zu stärken. Statt des bisherigen Dekanatsrats soll es nach der Änderung vielerlei Formen der Zusammenarbeit auf Dekanatsebene geben, die von den jeweiligen Aufgaben her bestimmt sein sollen. Der bisherige, gewählte Diözesanrat wird abgelöst durch einen Diözesanpastoralrat und ein Diözesankomitee. Die Mitglieder des Pastoralrats werden – anders als die gewählten Mitglieder des Diözesanrates – gemäß Kirchenrecht (can. 511–514 CIC) aus den verschiedenen kirchlichen Diensten durch den Diözesanbischof berufen – davon je zwei Pfarrgemeinderatsmitglieder aus den acht Regionen. Er soll seelsorgliche Anliegen beraten und Vorschläge erarbeiten. Das Diözesankomitee besteht aus gewählten Vertretern der katholischen Verbände und geistlichen Bewegungen. Jede Organisation entsendet ihren Vorsitzenden oder dessen Stellvertreter. Die bisherige Organisation der Laienarbeit ging auf die Würzburger Synode von 1975 zurück. Die Neustrukturierung begründet der Bischof mit der Anpassung an das neue Kirchenrecht von 1983 und mit zu geringer Effektivität der mittleren Ebene (Dekanatsebene).
Massive Kritik erntete Bischof Müller u. a. vom Zentralkomitee der deutschen Katholiken, das Müller eine „nicht hinnehmbare Rechtsverletzung“ vorwarf. In Reaktion darauf hat Müller gegenüber dem ZdK die bisher üblichen Zahlungen eingestellt, inzwischen jedoch wieder aufgenommen. Einige betrachteten die Einsetzung des Pfarrers als Vorsitzenden trotz Rechtmäßigkeit als Herabstufung des Pfarrgemeinderates. Im Dekret des obersten, römischen Gerichts (Apostolische Signatur) vom 9. Februar 2007 wurde das Vorgehen des Regensburger Bischofs für rechtmäßig erklärt. Begrüßt wurde seine Reform von der Kleruskongregation.
Am 19. November 2011 entschied das Zentralkomitee der deutschen Katholiken (ZdK) in seiner Herbstvollversammlung in Bad Godesberg, dass der 99. Katholikentag im Jahr 2014 nach einer Einladung des damaligen Bischofs Müller in Regensburg stattfinden wird. Die Entscheidung fiel mit einer Zustimmung von 78,6 Prozent.
2012 wurde Gerhard Ludwig Müller von Papst Benedikt XVI. zum Präfekten der Glaubenskongregation ernannt. 2014 wurde Müller von Papst Franziskus zum Kardinal erhoben. Am 21. Oktober 2012 wurde die aus Mindelstetten stammende Anna Schäffer in Rom durch Papst Benedikt XVI. heiliggesprochen.

### Aufarbeitung von sexuellem Missbrauch und Körperverletzungen
Mediale Aufmerksamkeit erhielten insbesondere ab dem Jahr 2010 öffentlich erhobene Vorwürfe des sexuellen Missbrauchs im Bistum Regensburg in den Jahren 1958 bis 1973 und später. Vom Bistum Regensburg wurde dazu Stellung genommen.
2016 gründete das Bistum Regensburg ein Beratungsgregium. Diesem sollten der Rechtsanwalt Ulrich Weber, Bischof Rudolf Voderholzer und Vertreter von Betroffenen angehören. Bis 2020 zahlte das Bistum Regensburg Anerkennungsleistungen in Höhe von 10.406.550 Euro an Betroffene von sexuellem Missbrauch und Körperverletzungen. Die Anerkennungsleistungen wurden an 566 Personen gezahlt. Einen Großteil der Betroffenen machen ehemalige Schüler der Regensburger Domspatzen aus. Die dortigen, die Grundschule der Regensburger Domspatzen, das Musikgymnasium und den Chor betreffenden Fälle von sexuellem Missbrauch und Körperverletzungen wurden unter anderem mit einem wissenschaftlichen Gutachten der Rechtsanwälte Ulrich Weber und Johannes Baumeister aufgearbeitet. In ihrem Abschlussbericht nennen Weber und Baumeister 547 Opfer, 500 von ihnen erlitten Körperverletzungen, 67 wurden Oper sexueller Gewalt und Missbrauchs. 45 Beschuldigte wandten körperliche Gewalt an, neun wurden dem Abschlussbericht zufolge sexuell übergriffig.
Bischof Rudolf Voderholzer bat die Opfer um Vergebung. In einem Hirtenbrief schrieb Rudolf Voderholzer 2017: „Als Bischof der Kirche von Regensburg bitte ich anstelle der Täter, von denen die meisten verstorben sind, um Vergebung und bitte, dass diese Entschuldigung von den Betroffenen angenommen werde.“ Der Missbrauchsbeauftragte der Bundesregierung, Johannes-Wilhelm Rörig, sagte, Bischof Voderholzer habe sich nach dem Amtsantritt der Aufarbeitung von Missbrauchsfällen gestellt. Damit würdigte Rörig auch die Aufarbeitungsarbeit bei den Regensburger Domspatzen.

### Bischof Rudolf Voderholzer
Der Theologieprofessor Rudolf Voderholzer wurde am 26. Januar 2013 in Regensburg zum Bischof geweiht und leitet seither das Bistum Regensburg. Er ist zugleich Direktor des Institut Papst Benedikt XVI., das von Bischof Gerhard Ludwig Müller gegründet wurde und das Werk von Papst Benedikt XVI. erforscht. In seine Amtszeit fiel insbesondere der 99. Katholikentag in Regensburg 2014, der in Anlehnung an die Steinerne Brücke in Regensburg unter dem Wahlspruch „Mit Christus Brücken bauen“ stand. Rudolf Voderholzer bezeichnete den Katholikentag als „offen und gesprächsbereit“; auch kontroverse Themen sollten behandelt werden. 33.000 Dauerkarten für den Katholikentag wurden ausgegeben, dazu kamen 15.000 Tagesgäste. Den Abschlussgottesdienst feierten 20.000 Menschen.
In Vorträgen erinnert Rudolf Voderholzer häufig an den vom NS System verfolgten Katholiken und Journalisten Fritz Gerlich. Zudem setzt sich der Bischof für die Pflege des Brauchtums ein; vor allem durch Hinweise auf die Krippe. Das Bistum Regensburg hat zum Thema „Jahreskrippe“ eine eigene Homepage erarbeitet. Im Juni 2020 kam Papst Benedikt XVI. noch einmal nach Regensburg, um sich von seinem sterbenden Bruder Georg Ratzinger zu verabschieden.

## Persönlichkeiten
- Hl. Anna Schäffer
- Sel. Maria Theresia von Jesu Gerhardinger
- Sel. Friedrich von Regensburg
- Sel. Frater Eustachius Kugler